# 로널드 레이건 워싱턴 내셔널 공항
로널드 레이건 워싱턴 내셔널 공항(영어: Ronald Reagan Washington National Airport)은 미국 버지니아주 알링턴 군에 위치한 국제공항으로 과거에는 워싱턴 내셔널 공항(Washington National Airport)이라고 불리었지만 1998년 미국의 40대 대통령을 지낸 로널드 레이건의 이름을 따 명명되었다.